# Уотсон-Уэнтуорт, Чарльз, 2-й маркиз Рокингем
Чарльз Уотсон-Уэнтуорт, 2-й маркиз Рокингем (англ. Charles Watson-Wentworth, 2nd Marquess of Rockingham; 13 мая 1730 — 1 июля 1782) — английский политический деятель, глава первого правительства Рокингема в 1765—1766 годах и второго правительства Рокингема в 1782 году.

## Биография
В 1750 году наследовал от отца место в палате лордов и скоро стал во главе одной из сильнейших фракций раздробленной в то время партии вигов. В 1765 году он составил Первый кабинет Рокингема, не пользовавшийся симпатией короля Георга III и недостаточно единодушный; в 1766 году из него вышел самый талантливый его член, герцог Графтон, что скоро привело министерство к падению; его заменило министерство Питта.
В 1782 году Рокингем вновь был премьер-министром и настоял на признании независимости США. Он, однако, не дожил до заключения мирного договора и скончался от осложнения сильной простуды, пробыв на должности премьер-министра немногим более трёх месяцев. В период второго кабинета Рокингема была существенно изменена структура кабинета. В частности, появились должности министра иностранных дел и внутренних дел, некоторые архаичные должности были упразднены или окончательно устранены из состава кабинета министров.